# 료쿠엔토시역
료쿠엔토시역(일본어: 緑園都市駅)은 일본 가나가와현 요코하마시 이즈미구에 위치한 역이다. 역 번호는 SO32이다.

## 역 구조
상대식 승강장 2면 2선의 고가역이다. 2004년에 각 승강장 중앙부와 대합실을 연결하는 엘리베이터가 설치되었다. 2017년에는 행선지 안내 표시 장치가 설치되었다.
장래적으로는 섬식 승강장 2면 4선의 대피 설비가 역과 되도록 설계되어 있으며, 그것을 위한 용지도 확보되어 있다. 이 장소를 협죽도 등의 나무가 심어진 정원 외 일부가 전망대와 보선용 기기의 대기 장소로 활용하고 있다. 여름에는 빨강과 흰색의 꽃잎을 가진 협죽도가 개화하면서 플랫폼을 물들인다.

### 승강장
| 번호 | 노선        | 방향 | 행선                                                           |
| ---- | ----------- | ---- | -------------------------------------------------------------- |
| 1    | 이즈미노 선 | 하행 | 이즈미노・쇼난다이 방면                                        |
| 2    | 이즈미노 선 | 상행 | 후타마타가와・요코하마・(후타마타가와 방향)야마토・에비나 방면 |

## 역사
- 1976년 4월 8일: 영업 개시.
- 1986년 11월 3일: 이즈미 구의 출범으로 본 역의 소재구가 도쓰카구에서 현재의 이즈미 구로 됨.
- 1987년: 역의 개축 실시와 동시에 브라운관 디스플레이에 의한 일본 최초의 터치 패널식 자동 매표기가 설치됨.
- 1997년: 간토의 역 백선에 선출됨. 선출 이유는 "일반 대중의 아이디어로 전망대와 갤러리, 정원 등을 설치한 세련된 역이다".
- 1999년 2월 27일: 쾌속의 운행이 시작되어 역이 정차역이 됨.
- 2013년 6월 30일: 본 역의 창구에 병설된 "그린 포케쓰토"가 영업 종료.
- 2014년 4월 27일: 다이아 개정에 의한 특급 운용 개시, 본 역은 통과역이 됨.

## 사진

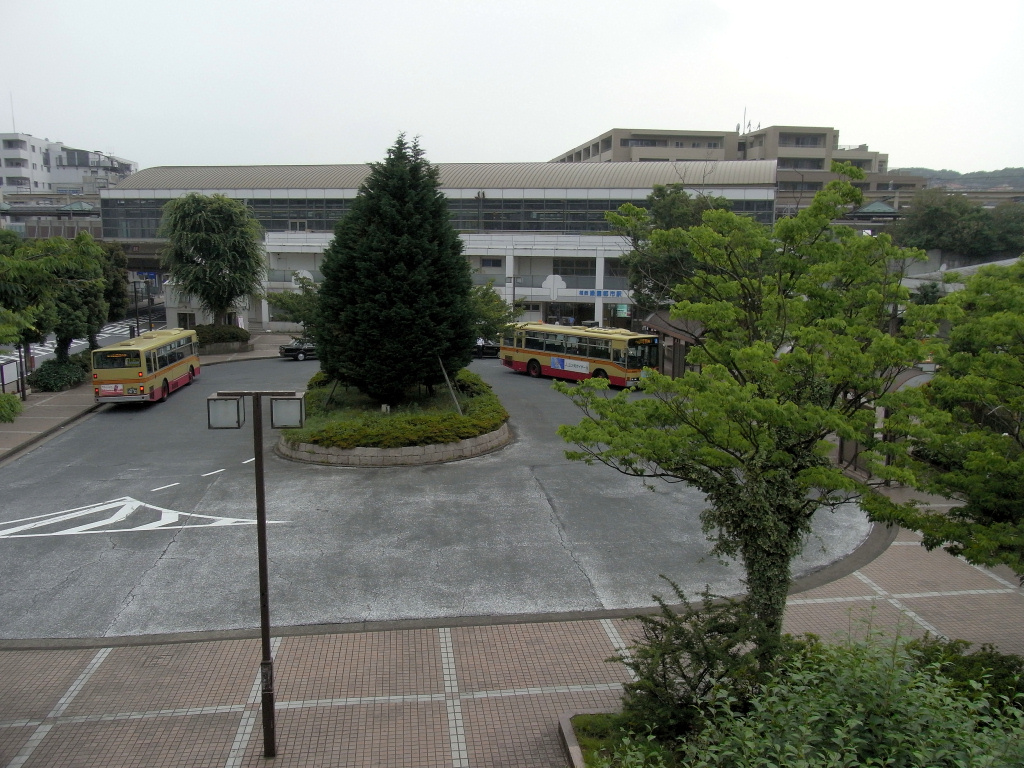
역전 광장(동쪽)
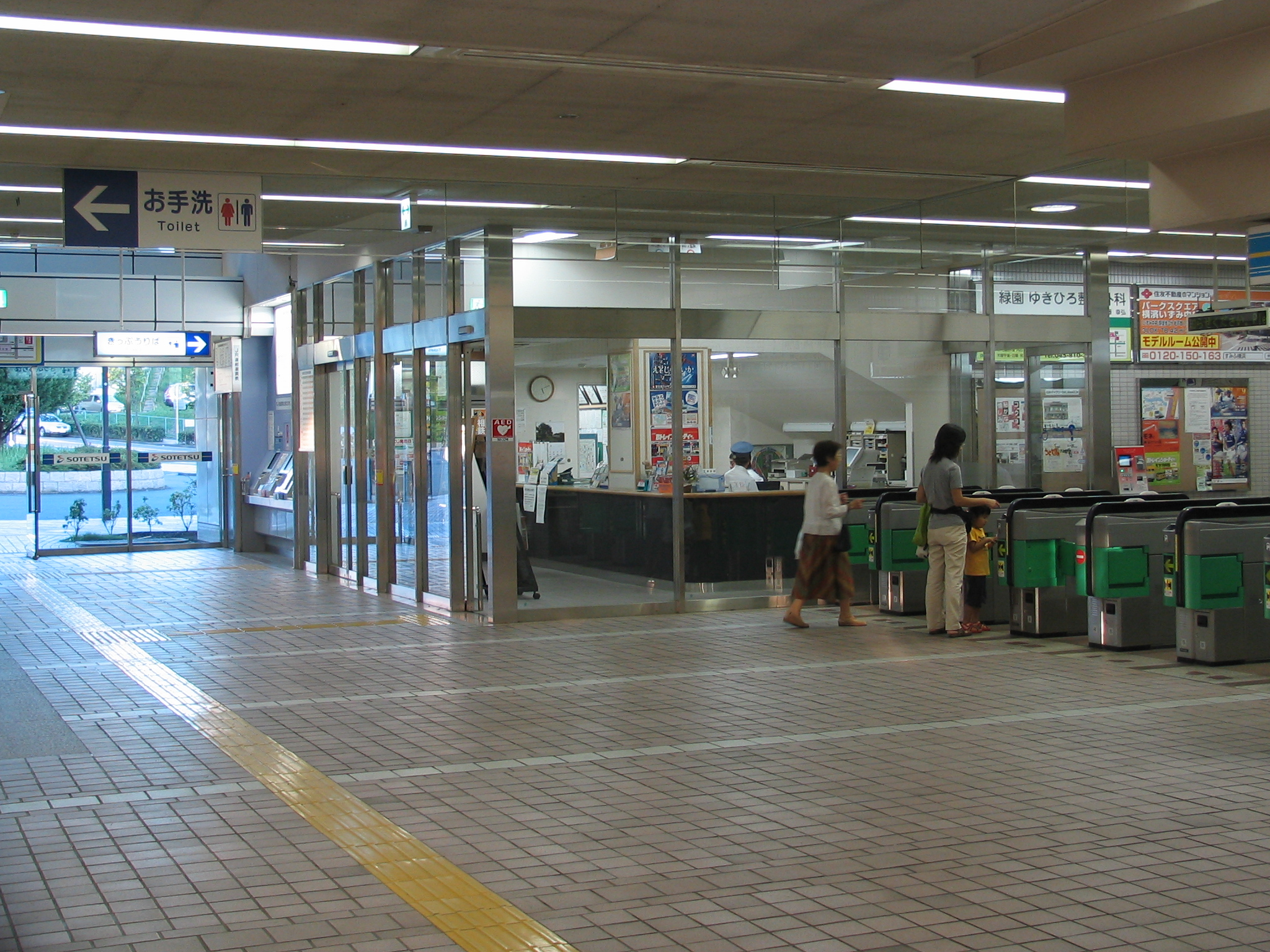
개찰구

## 인접역
| 사가미 철도 이즈미노 선             | 사가미 철도 이즈미노 선 | 사가미 철도 이즈미노 선       |
| ----------------------------------- | ----------------------- | ----------------------------- |
| SO31 미나미마키가하라 요코하마 방면 | ■ 쾌속 ■ 각역정차       | 야요이다이 SO33 쇼난다이 방면 |